# Fiji ved sommer-OL 2024
Fiji deltog i sommer-OL 2024 i Paris, Frankrig fra 26. juli til 11. august 2024.
Fiji vandt sølvmedalje i Syvmandsrugby.

## Medaljer
| 2024 Paris | Guld | Sølv | Bronze | Total |
| Fiji       | 0    | 1    | 0      | 1     |

### Medaljevinderne
| Fiji under sommer-OL 2024 i Paris | Fiji under sommer-OL 2024 i Paris | Fiji under sommer-OL 2024 i Paris | Fiji under sommer-OL 2024 i Paris | Fiji under sommer-OL 2024 i Paris |
| Medalje                           | Navn | Sport                             | Event                             | Dato                              |
| --------------------------------- | --- | --------------------------------- | --------------------------------- | --------------------------------- |
| Sølv                              | Fijis nationale hold for Syvmandsrugby- Joseva Talacolo - Iosefo Masi - Iowane Teba - Sevuloni Mocenacagi - Josaia Raisuqe - Jerry Matana - Terio Tamani - Ponepati Loganimasi - Selestino Ravutaumada - Jerry Tuwai - Kaminieli Rasaku - Waisea Nacuqu | Syvmandsrugby                     | Herrernes turnering               | 27. juli                          |